# شورابه سفلی یک
شورابه سفلی یک یک روستا در ایران است که در بخش کوهنانی شهرستان کوهدشت واقع شده‌است. شورابه سفلی یک ۵۶۷ نفر جمعیت دارد.